# Sunflower (Post Malone & Swae Lee)
Sunflower is een nummer van de Amerikaanse rappers Post Malone en Swae Lee uit 2018. Het nummer staat op de soundtrack van de film Spider-Man: Into the Spider-Verse.
Het nummer werd een wereldwijde hit. In de Amerikaanse Billboard Hot 100 was het goed voor de nummer 1-positie. In de Nederlandse Top 40 haalde "Sunflower" een bescheiden 19e positie, en in de Vlaamse Ultratop 50 werd de 15e positie gehaald. 